# Эклоз
Эклоз (фр. Eclose) — коммуна во Франции, находится в регионе Рона — Альпы. Департамент коммуны — Изер. Входит в состав кантона Сен-Жан-де-Бурне. Округ коммуны — Вьенн.
Код INSEE коммуны — 38152. Население коммуны на 1999 год составляло 536 человек. Населённый пункт находится на высоте от 478 до 640 метров над уровнем моря. Муниципалитет расположен на расстоянии около 440 км юго-восточнее Парижа, 50 км юго-восточнее Лиона, 50 км северо-западнее Гренобля. Мэр коммуны — M Jean-luc Faure, мандат действует на протяжении 2008—2015 гг.
Динамика населения (INSEE):